# Cyrtandra falcifolia
Cyrtandra falcifolia är en tvåhjärtbladig växtart som beskrevs av Charles Baron Clarke. Cyrtandra falcifolia ingår i släktet Cyrtandra och familjen Gesneriaceae. Inga underarter finns listade i Catalogue of Life.